# Koninklijke Tichelaar Makkum
Koninklijke Tichelaar Makkum is een Nederlandse aardewerkfabriek in Makkum en is tevens het oudste familiebedrijf van Nederland.

## Geschiedenis
Na aanvankelijk bakstenen en tegels te hebben geproduceerd richtte het bedrijf zich sinds 1890 op ambachtelijk sieraardewerk. In 1960 verkreeg de onderneming het predicaat Koninklijk naar aanleiding van het 300-jarig bestaan. De onderneming is sinds 1689 gevestigd in Makkum, maar een kaart uit 1572 gemaakt in opdracht van Caspar de Robles toont op de plaats waar thans de fabriek van Koninklijke Tichelaar staat reeds een briccaria ofwel steenfabriek.

## Sieraardewerk
Gedurende de achttiende en negentiende eeuw werden in de gleibakkerij voornamelijk tegels en schotels voor dagelijks gebruik vervaardigd. Omstreeks 1865 verminderde de vraag naar schotels. De broers Jelmer en Jan brachten een drastisch vernieuwingsproces op gang, waardoor het bedrijf kon worden voortgezet als fabriek voor sieraardewerk. Het bedrijf bleef in hoofdzaak vasthouden aan de oude werkwijze; klei wordt na een eerste keer bakken bedekt met een witte, dekkende tinglazuur, de Majolicatechniek. In 1882 werd het gebruik van gipsvormen geïntroduceerd, waarmee het assortiment sieraardewerk groter werd. De klei wordt met mergel gemengd in de aardewasserij en vervolgens in een kelder vorstvrij opgeslagen. Kort voor de verwerking wordt de klei nog eens duchtig gekneed en gemengd. Daarna wordt hij op grootte gestanst. Na drogen wordt het gebakken tot biscuit, rauwgoed genoemd.

## Glazuren
Er worden twee soorten glazuur gebruikt: een transparant loodglazuur en een veelal wit dekkend tinglazuur, respectievelijk kwaart en wit genoemd, beiden in het bedrijf bereid. Aan de achterkant krijgen de schotels een laag kwaart, aan de voorkant een laag wit. Nadat de schilders hun decoratie hebben aangebracht wordt het aardewerk een tweede keer gebakken. De beschildering is met in het bedrijf gekleurde glazuren, tot fijn poeder vermalen. Eenmaal aangemaakt met water werd ermee geschilderd. Er zijn vijf kleuren (blauw, paars, groen, geel en oranje). In de praktijk beperkte men zich meestal tot het gebruik van blauw en paars.

## Veranderingen
In 1975 schakelde men deels over naar vloertegels in een nieuw gebouwde hal bij de Kalkovens. Dit was niet zo succesvol; daarna werd, tot op heden, overgegaan op de fabricage van rietvorsten (nokvorsten voor rieten daken). Evenals de Harlinger Aardewerk- en Tegelfabriek restaureert ook Tichelaar nog wel historisch Delfts blauw als vroeger door hen gemaakt. Tichelaar diversificeert en past de zeefdruktechniek op keramiek toe. De ambachtelijke productie van sieraardewerk werd in maart 2013 geheel gestaakt. Tichelaar ging over op het verglazen of glazuren van keramische producten, zoals dakpannen, gevelstenen en bouwkeramiek, elders door derden gemaakt, dus een "twee brand" glazuur.
Koninklijke Tichelaar was de levarancier van de azuurblauwe geveltegels voor het Huis van Delft. De keuze was gebaseerd op de duurzaamheid, het materiaal gaat lang mee, en de onderhoudsvriendelijkheid. Ook was belangrijk dat de gekleurde keramieken tegels mooi werden gevonden.
Het leeuwendeel van het voormalige familiebedrijf is in handen van landgoed Oranjewoud Participaties.

## Familiebedrijf
Ene Freerk Jans, kocht in 1689 de ene en in 1694 de andere helft van de fabriek. Hij werd tichelaar en noemde zich daarna ook zo. Tichelaars die door de eeuwen heen het bedrijf hebben geleid, zijn:
- Freerk Jans Tichelaar (tot 1712)
- Yme Freerks Tichelaar (1712-1770)
- Pieter Ymes Tichelaar (1770-1808)
- Jelmer Pieters Tichelaar (1808-1827)
- Pieter Jelmers Tichelaar (1827-1868)
- Jelmer Pieters Tichelaar (1868-1900)
- Jan Pieters Tichelaar (1868-1900)
- Pieter Jans Tichelaar (1900-1913)
- Jan Pieters Tichelaar (1913-1963)
- Pieter Jan Tichelaar (1972-1985)
- Jan Pieter Tichelaar (1997-2014)